# 石雲寺 (伊勢原市)

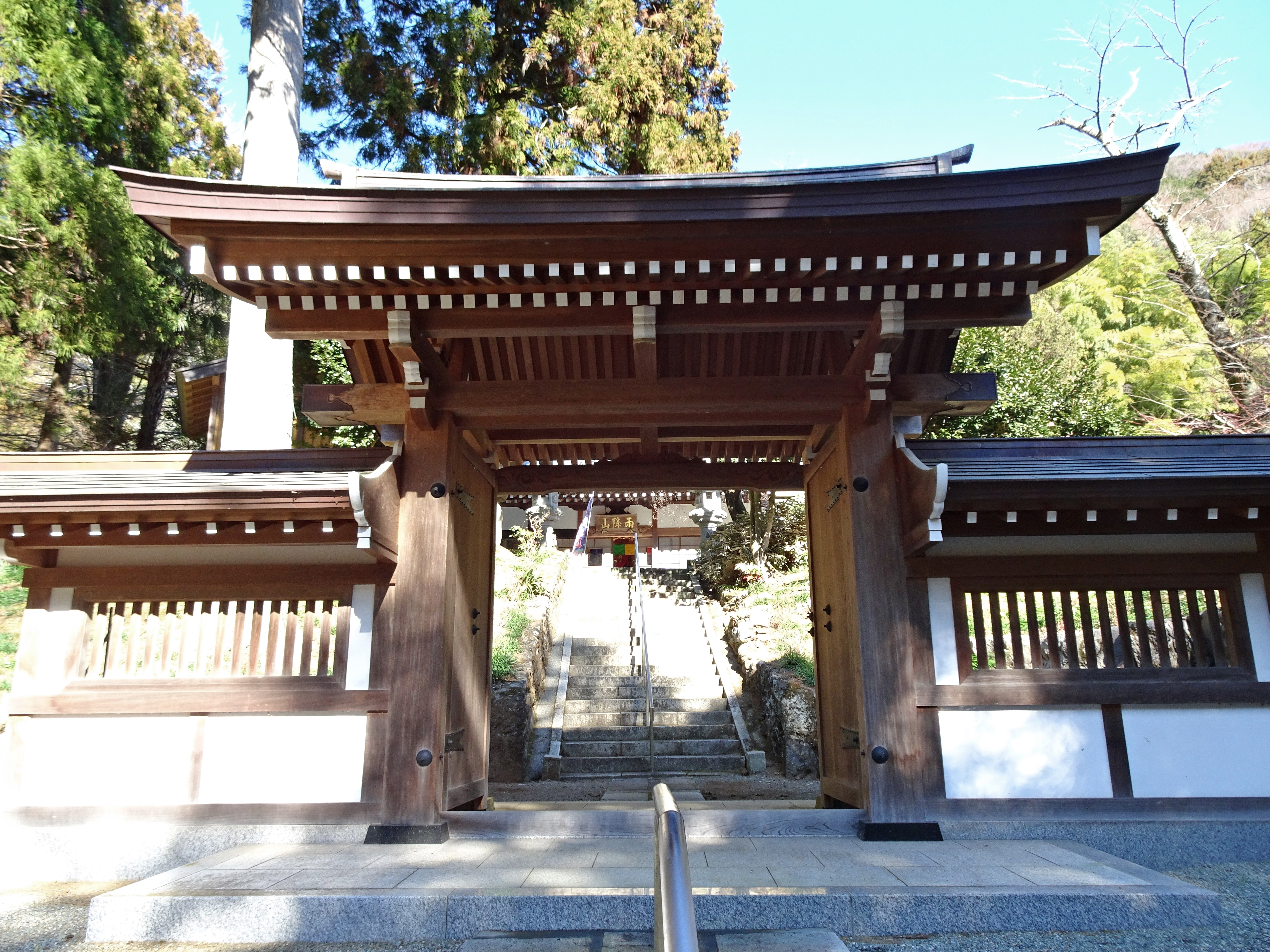
石雲寺の山門

石雲寺（せきうんじ）は、神奈川県伊勢原市に所在する、曹洞宗の寺院。

## 歴史
718年（養老2年）、華厳妙瑞法師によって開山された。法師は当地において、大友皇子が壬申の乱後に落ち延びたという話（生存説）を聞いた。法師は皇子の菩提を弔うために寺を創建した。
当初は法相宗の寺であったが、長禄年間（1457年 - 1460年）または1489年（延徳元年）に、天渓宗恩によって中興、その際に曹洞宗に転宗した。

## 文化財
- 北条幻庵印判状1通（伊勢原市指定文化財 平成30年10月23日指定）[4]

## 交通アクセス
- 神奈中バス日向薬師停留所より徒歩22分。

## 周辺
- 日向薬師
- 浄発願寺